# Ringer-Bundesliga 2023/24
Die Ringer-Bundesliga 2023/24 (offiziell DRB „BIRTAT“ 1. Bundesliga) war die 60. Saison in der Geschichte der Ringer-Bundesliga. Die Liga war in zwei Staffeln mit insgesamt 15 Mannschaften aufgeteilt, die in einer Vor- und einer Endrunde um die deutsche Meisterschaft kämpften. Die Saison begann am 29. September 2023 und endete am 28. Januar 2024. In den Finalkämpfen konnten sich die Ringer des Wacker Burghausen gegen SC Kleinostheim durchsetzen und erlangten damit den fünften Mannschaftsmeisterschaftstitel des Vereins.

## Staffeleinteilung
Die beiden Staffeln West und Ost wurden wie folgt eingeteilt:
Staffel West
- TuS Adelhausen
- Red Devils Heilbronn
- KSV Köllerbach
- ASV Mainz 88 (amtierender deutscher Meister)
- KSK Konkordia Neuss (Aufsteiger 2. Bundesliga Nord)
- ASV Urloffen
- KSV Witten 07

Staffel Ost
- KG Baienfurt-Ravensburg 1 (Aufsteiger 2. Bundesliga Süd)
- Wacker Burghausen
- RSV Rotation Greiz
- KSC Germania 07 Hösbach
- SC Siegfried Kleinostheim
- AC Lichtenfels
- AV Germania Markneukirchen
- ASV Schorndorf (amtierender deutscher Vizemeister)

## Vorrunde
| Legende | Legende                          |
| ------- | -------------------------------- |
|         | Teilnahme an der Endrunde        |
|         | Rückzug zum Saisonende           |
|         | Absteiger in die 2. Bundesliga   |
| (M)     | Meister der Saison 2022/23       |
| (N)     | Aufsteiger aus der 2. Bundesliga |

Die Hinrunde der Vorrunde fand zwischen dem 29. September und dem 28. Oktober 2023 statt. Die Rückrundenkämpfe wurden zwischen dem 4. November und dem 16. Dezember 2023 ausgetragen.

### DRB-Bundesliga West
Der Vorsaison-Meister ASV Mainz 88 konnte den Gruppensieg feiern. Punktgleich, aber im direkten Vergleich zu den Mainzern unterlegen, landete der KSV Köllerbach auf Rang 2. Die Red Devils Heilbronn und der Aufsteiger KSK Konkordia Neuss erreichten ebenfalls die Endrunde der Meisterschaft.
| Pl. | Verein                  | K. | Kampfpkte. | Diff. | Pkte.  |
| --- | ----------------------- | -- | ---------- | ----- | ------ |
| 1.  | ASV Mainz 88 (M)        | 12 | 192:154    | +38   | 19:5 * |
| 2.  | KSV Köllerbach          | 12 | 239:118    | +1210 | 19:5 * |
| 3.  | Red Devils Heilbronn    | 12 | 178:176    | 0+2   | 17:70  |
| 4.  | KSK Konkordia Neuss (N) | 12 | 192:159    | +33   | 14:10  |
| 5.  | ASV Urloffen            | 12 | 132:202    | −70   | 06:18  |
| 6.  | KSV Witten 07           | 12 | 150:198    | −48   | 05:19  |
| 7.  | TuS Adelhausen          | 12 | 136:212    | −76   | 04:20  |

Der TuS Adelhausen gab Anfang Dezember 2023 in einer Pressemitteilung bekannt, dass er sich aus der 1. Bundesliga zurückzieht und in der Folgesaison in der 2. Bundesliga startet.

### DRB-Bundesliga Ost
In der Gruppe Ost errang der Wacker Burghausen den Vorrundensieg. Auf den Plätzen 2 und 3 folgen der SC Siegfried Kleinostheim und der ASV Schorndorf. Der KSC Germania Hösbach konnte sich ebenfalls für die Endrunde qualifizieren. Der AV Germania Markneukirchen ist als Tabellenletzter sportlich abgestiegen.
| Pl. | Verein                      | K. | Kampfpkte. | Diff. | Pkte.    |
| --- | --------------------------- | -- | ---------- | ----- | -------- |
| 1.  | Wacker Burghausen           | 14 | 239:126    | +113  | 24:40    |
| 2.  | SC Kleinostheim             | 14 | 221:133    | 0+88  | 22:60    |
| 3.  | ASV Schorndorf              | 14 | 246:128    | +118  | 20:80    |
| 4.  | KSC Germania Hösbach        | 14 | 202:181    | 0+21  | 16:12    |
| 5.  | AC Lichtenfels              | 14 | 183:183    | 00±0  | 12:16    |
| 6.  | KG Baienfurt-Ravensburg (N) | 14 | 146:252    | −106  | 10:18    |
| 7.  | RSV Rotation Greiz          | 14 | 145:258    | −113  | 004:24 * |
| 8.  | AV Germania Markneukirchen  | 14 | 137:258    | −121  | 004:24 * |

## Play-offs
Die Play-offs starteten mit den Viertelfinalbegegnungen, die am 23. und 30. Dezember 2023 ausgetragen wurden. Es folgen die Halbfinals am 6. und 13. Januar sowie die beiden Finalkämpfe am 20. und 28. Januar 2024.

### Viertelfinale
|                      |                      | 1. Kampf | 2. Kampf | Gesamt |
| -------------------- | -------------------- | -------- | -------- | ------ |
| Wacker Burghausen    | ASV Schorndorf       | 16:90    | 14:90    | 30:18  |
| Red Devils Heilbronn | KSC Germania Hösbach | 13:16    | 14:17    | 27:33  |
| SC Kleinostheim      | ASV Mainz 88         | 13:12    | 11:11    | 24:23  |
| KSV Köllerbach       | KSK Konkordia Neuss  | 28:50    | 24:12    | 52:17  |

### Halbfinale
|                   |                      | 1. Kampf | 2. Kampf | Gesamt |
| ----------------- | -------------------- | -------- | -------- | ------ |
| Wacker Burghausen | KSC Germania Hösbach | 15:11    | 14:13    | 29:24  |
| SC Kleinostheim   | KSV Köllerbach       | 20:12    | 15:10    | 35:22  |

### Finale
Der Finalhinkampf fand in der Sportparkhalle in Burghausen vor 1180 Zuschauern statt. Wacker Burghausen konnte sich mit 12:9 gegen die Ringer des SC Kleinostheim durchsetzen. Den Rückkampf, der in der Elsenfelder Untermainhalle vor 2800 Zuschauern ausgetragen wurde, konnten abermals die Wackerer Ringer mit 14:9 für sich entscheiden.
|                   |                 | 1. Kampf | 2. Kampf | Gesamt |
| ----------------- | --------------- | -------- | -------- | ------ |
| Wacker Burghausen | SC Kleinostheim | 12:9     | 14:9     | 26:18  |